# Vera Looser
Vera Looser (geb. Adrian; * 28. Oktober 1993 in Windhoek) ist eine namibische Radrennfahrerin, die auf der Straße und im Mountainbikesport aktiv ist. Sie ist mit zwölf nationalen Meisterschaftstiteln im Straßenrennen, acht im Einzelzeitfahren, zwei im Mountainbike Cross-Country und einem im MTB-Marathon die bisher erfolgreichste namibische Radsportlerin (Stand 2024).

## Sportlicher Werdegang
Schon in der Jugend- und Juniorinnenklasse errang Looser vier nationale Titel im Straßenrennen sowie im Einzelzeitfahren. Bis einschließlich 2022 wurde sie insgesamt mindestens 21 mal namibische Meisterin in verschiedenen Altersklassen in beiden Disziplinen, einen weiteren Titel gewann sie im Mountainbike-Marathon. Auch belegte sie mehrfach Podiumsplätze bei afrikanischen Meisterschaften. 2014 ging sie bei den Commonwealth Games in den beiden Straßendisziplinen sowie im Cross-Country an den Start.
Schon mehrfach nahm sie im Team an dem 369 Kilometer langen 24-Stunden-Mountainbike-Rennen Desert Dash von Windhoek nach Swakopmund teil. 2015 und erneut 2016 konnte sie das Extremradrennen gewinnen.
2016 wurde Looser zweifache afrikanische Radsportmeisterin in beiden Straßendisziplinen. An den Meisterschaften konnte sie nur mit Hilfe von Sponsoren teilnehmen, da sie keine finanzielle Unterstützung vom Verband erhielt. Bei den Olympischen Spielen in Rio de Janeiro erreichte Looser wegen gesundheitlicher Probleme im Straßenrennen nicht das Ziel.
2017 wechselte Looser zu dem Team Bizkaia-Durango; in dieser Zeit fuhr sie in den Wintermonaten des Öfteren Cyclocrossrennen in der Schweiz. 2021 fuhr sie für InstaFund La Prima, und ab dem 1. April 2022 für das Team Andy Schleck-CP NVST-Immo Losch. Bei ihrer zweiten Olympiateilnahme 2021 in Tokio ging sie im Straßenrennen in eine fünfköpfige Ausreißergruppe, musste allerdings auf halber Distanz abreißen lassen und beendete den Wettkampf nicht.
Bei den Commonwealth Games 2022 in Birmingham fuhr Looser im Straßenrennen als Vierte über die Ziellinie. 2023 gewann sie gemeinsam mit der mauritischen Radsportlerin Kimberley Le Court das Cape Epic.
Looser fuhr im Straßenradrennen der Olympischen Sommerspiele 2024 in Paris auf Platz 68. Sie war bei der Eröffnungsfeier Fahnenträgerin ihres Heimatlandes.

## Diverses
2014 wurde Looser, die neben ihrer Radsportkarriere in Stellenbosch studiert, zu Namibias Sportlerin des Jahres gewählt. 2023 nahm sie erneut die Auszeichnung als Sportlerin des Jahres sowie als Namibias Sportler des Jahres mit nach Hause.
Sie ist seit Februar 2020 mit dem schweizerischen Radsportler Konny Looser verheiratet.

## Erfolge
2009
- Namibische Jugendmeisterin – Straßenrennen (Juniorinnen), Einzelzeitfahren

2010
- Namibische Juniorenmeisterin – Straßenrennen, Einzelzeitfahren

2012
- Afrikameisterschaft – Einzelzeitfahren
- Namibische Meisterin – Straßenrennen, Einzelzeitfahren

2013
- Afrikameisterschaft – Straßenrennen, Einzelzeitfahren

2014
- Namibische Meisterin – Straßenrennen, Mountainbike-Marathon

2015
- Afrikameisterschaft – Mannschaftszeitfahren (mit Irene Steyn und Michelle Vorster)
- Namibische Meisterin – Straßenrennen, Einzelzeitfahren

2016
- Afrikameisterschaft – Straßenrennen, Einzelzeitfahren
- Namibische Meisterin – Straßenrennen, Einzelzeitfahren

2017
- Namibische Meisterin – Straßenrennen, Einzelzeitfahren

2018
- Namibische Meisterin – Straßenrennen

2019
- Namibische Meisterin – Einzelzeitfahren, Straßenrennen
- Nedbank Cycle Classic
- Afrikaspiele – Einzelzeitfahren, Straßenrennen
- Desert Dash

2020
- Namibische Meisterin – Straßenrennen

2021
- Namibische Meisterin – Straßenrennen, Einzelzeitfahren
- Afrikameisterschaft – Einzelzeitfahren
- Afrikameisterschaft – Straßenrennen

2022
- Namibische Meisterin – Straßenrennen, Einzelzeitfahren
- Nedbank Cycle Challenge
- Tour de Windhoek

2023
- Namibische Meisterin – Straßenrennen
- Afrikameisterschaft – Mannschaftszeitfahren
- Cape Epic (mit Kimberley Le Court)
- 2. Rennen der Bike World Race Series, Wetzikon, Schweiz
- 3. Rennen der Bike World Race Series, Hittnau, Schweiz
- Namibische Meisterin – MTB-Marathon
- Swiss Epic

2024
- Namibische Meisterin – Straßenrennen, Einzelzeitfahren
- UCI Mountain Bike Marathon (XCM) World Cup, in Nové Město na Moravě

2025
- Swiss Epic[5]